# 82e brigade d'assaut aérien
Pour les articles homonymes, voir 82e brigade.
La 82e brigade d'assaut aérien (en ukrainien : 82-га окрема десантно-штурмова бригада, abrégé en 82 ОДШБр ; numéro d'unité militaire A2582) est une grande unité des Forces d'assaut aérien ukrainiennes.
Cette brigade est fondée en janvier 2023, passant les mois suivants à l'instruction. À l'été 2023, l'unité est engagée au combat dans le cadre de la contre-offensive ukrainienne.

## Historique
Durant l'hiver 2022-2023, plusieurs nouvelles brigades ukrainiennes sont mises sur pied. Les Forces armées augmentent leurs effectifs et se préparent à lancer des contre-offensives dans l'espoir de reconquérir les territoires occupés par les Russes. Naissent ainsi les 3e d'assaut, 13e de chasseurs, 21e, 22e, 23e, 31e, 32e mécanisées, 37e, 38e de marine, les 41e, 42e, 44e, 47e et 67e mécanisées, 82e d'assaut aérien, ainsi que les 88e, 116e, 117e, et 118e mécanisées. La 82e est créée en janvier 2023, ses cadres étant notamment des vétérans venant de la 25e aéroportée et de la 80e d'assaut aérien. Son nom suppose que l'unité peut théoriquement mener un assaut aérien, ce que la défense antiaérienne russe interdit complètement. En réalité, il s'agit d'une unité mécanisée, équipée et entraînée uniquement pour cela.
L'instruction de la compagnie de chars se déroule en février-mars au Royaume-Uni (à Bovington et Lulworth, dans le Dorset) ; pour le bataillon sur Marder et l'artillerie en Allemagne ; pour les deux bataillons sur Striker en Pologne (à Dobra). Le cycle d'instruction de la brigade se termine fin avril en Pologne.

## Invasion russe de l'Ukraine
Le 21 juin 2023, pour la première fois, un char Challenger 2 est identifié dans la zone de combat, information relayée dans la presse britannique. À la mi-août, la 82e est indiquée comme engagée sur le front dans la contre-offensive ukrainienne, aux côtés de la 46e aéromobile, comme renforts pour la 47e mécanisée attaquant en direction de Tokmak et de Melitopol. Leur engagement permet de reprendre à la fin août le village de Robotyne, sans pouvoir percer plus au sud. Le 22 août est annoncée la destruction de deux engins blindés M1132 (en) (des Stryker de déminage), pertes confirmées par le site Oryx le 1er septembre. Le 5 septembre, une vidéo sur Telegram retweetée montre un char Challenger 2 en train de brûler près de Robotyne, le premier de ce modèle à avoir été détruit au combat. Début septembre, la brigade attaque vers le sud-est du saillant formé entre Mala Tokmatchka et Robotyne, approchant du village de Verbove. Le 24 septembre, la 82e brigade attaque à nouveau les défenses de Verbove mais est tenue en échec.

## Composition

### Structure
- État-major de la brigade, avec la compagnie de protection du QG ;
- 1er bataillon d'assaut aérien (de l'infanterie mécanisée) ;
- 2e bataillon d'assaut aérien ;
- 3e bataillon d'assaut aérien ;
- 3e groupe tactique de bataillon (~BTG, formé en 2013 à Tchernivtsi à partir du 300e régiment mécanisé) ;
- une compagnie de chars (des Challenger 2) ;
- le groupe d'artillerie de la brigade :
  - une divizion (дивізіон)[7] d'artillerie automotrice (des M109 de 155 mm) ;
  - une seconde divizion d'artillerie tractée (des M119 de 105 mm) ;
- une compagnie antiaérienne ;
- une compagnie de reconnaissance (comprenant l'unité de drones Wild) ;
- une compagnie du génie ;
- compagnie logistique ;
- une compagnie de soutien matériel ;
- une compagnie de maintenance ;
- une compagnie de transmissions ;
- une compagnie médicale (soins et évacuation) ;
- une compagnie de protection NBC[8].

Au combat, les divizions ou les batteries d'artillerie, la compagnie de chars, ainsi que des détachements antichars, antiaériens, de reconnaissance ou du génie peuvent être affectés à chacun des bataillons d'infanterie, pour former un ou plusieurs groupes tactiques (батальйонної тактичної групи, abrégé en БТГр, équivalent des BTG russes).

### Équipements
Début avril 2023, la publication dans la presse de plusieurs documents américains fournit quelques informations sur l'équipement des nouvelles brigades ukrainiennes. La 82e brigade aurait reçu dès février :
- 14 chars de combat Challenger 2 (71 tonnes, armés d'un canon de 120 mm) livrés par le Royaume-Uni ;
- 40 blindés de combat (IFV en anglais ; БМП, BMP en ukrainien) Marder 1A3 (31 t, armés d'un canon automatique de 20 mm) venant d'Allemagne équipe un bataillon ;
- 90 blindés de transport (APC en anglais ; БТР, BTR en ukrainien) Stryker (un 8×8 de 16 tonnes) donnés par les États-Unis équipe les trois autres bataillons ;
- 24 obusiers automoteurs M109 L (25 t, avec un tube de 155 mm sous tourelle) américains.

La composition correspond avec l'équipement repéré sur le terrain.

### Commandants
- De février au 24 août 2023 : Oleh Boïko †[10].
- Depuis le 24 août : Pavlo Rozlatch[11].